# 小田孝
小田 孝（おだ たかし、1972年6月16日 - ）は、日本のギタリストである。

## 来歴
1994年から2002年にかけ、view、FIELD OF VIEW、the FIELD OF VIEWとして活動。2002年の同バンド解散後は「音楽ディレクター」として研音に所属し、星村麻衣や絢香などを担当していた。また、デビューを目指すバンドにアドバイスを行う業務に携わる。
2023年に研音を離れボーカルスクールVOATで育成担当となる。
2024年1月20日に行われた浅岡雄也55thバースデーライブにサプライズ登場。同年5月に行われたFIELD OF VIEWデビュー29周年ライブにも東京2公演のみギターとして後半数曲のみ出演。解散ライブ以来22年ぶりのFIELD OF VIEWとしてのライブ出演となった。

## 人物
- FIELD OF VIEWではギターを担当していた。
- viewでデビュー当初はロングヘアーだったが、1997年の10～12月にFIELD OF VIEWのライヴツアー『FIELD OF VIEW Live Horizon Ver.2』に出演した頃からショート（男性の髪型としては標準的な長さ）にし、以降同様のヘアスタイルを貫いた。美容室ではなく、カット屋で髪を切ったという。
- FIELD OF VIEWのメンバーでは最年少で、唯一の70年代生まれだった。

## 主な使用機材
ギター
- GIBSON Les Paul CLASSIC
- FENDER ストラトキャスター
- FERNANDES SGタイプ12＆6ダブルネック
- リッケンバッカー・360/12
- PRS-ポール・リード・スミス-
- MORRIS ACORSTIC 弦-0.12

アンプ
- マーシャル CM800
- VOX AC-30
- FENDER TWIN REVERB

エフェクター
- MESA BOOGIE POWER AMP
TRIAXS PREAMP
- BEHRINGER COMPRESSER
- ROLAND SDE-330 DELAY
- ROCTRON　INTELLIFEX LTD MALTI ( CHORUS)
- GCX FOOT SWICHER,MIXER.
- DIGITECH VALVE FX (GUITAR PRIAMP)
- BIXONIC DISTORTION.
- KORG PANDORA.